# Eexterveen
Eexterveen is een dorp in het oosten van de gemeente Aa en Hunze, in de Nederlandse provincie Drenthe. Het is gelegen tussen de Hunze en de provinciegrens met Groningen. In 2023 telde het dorp 485 inwoners.

## Geschiedenis

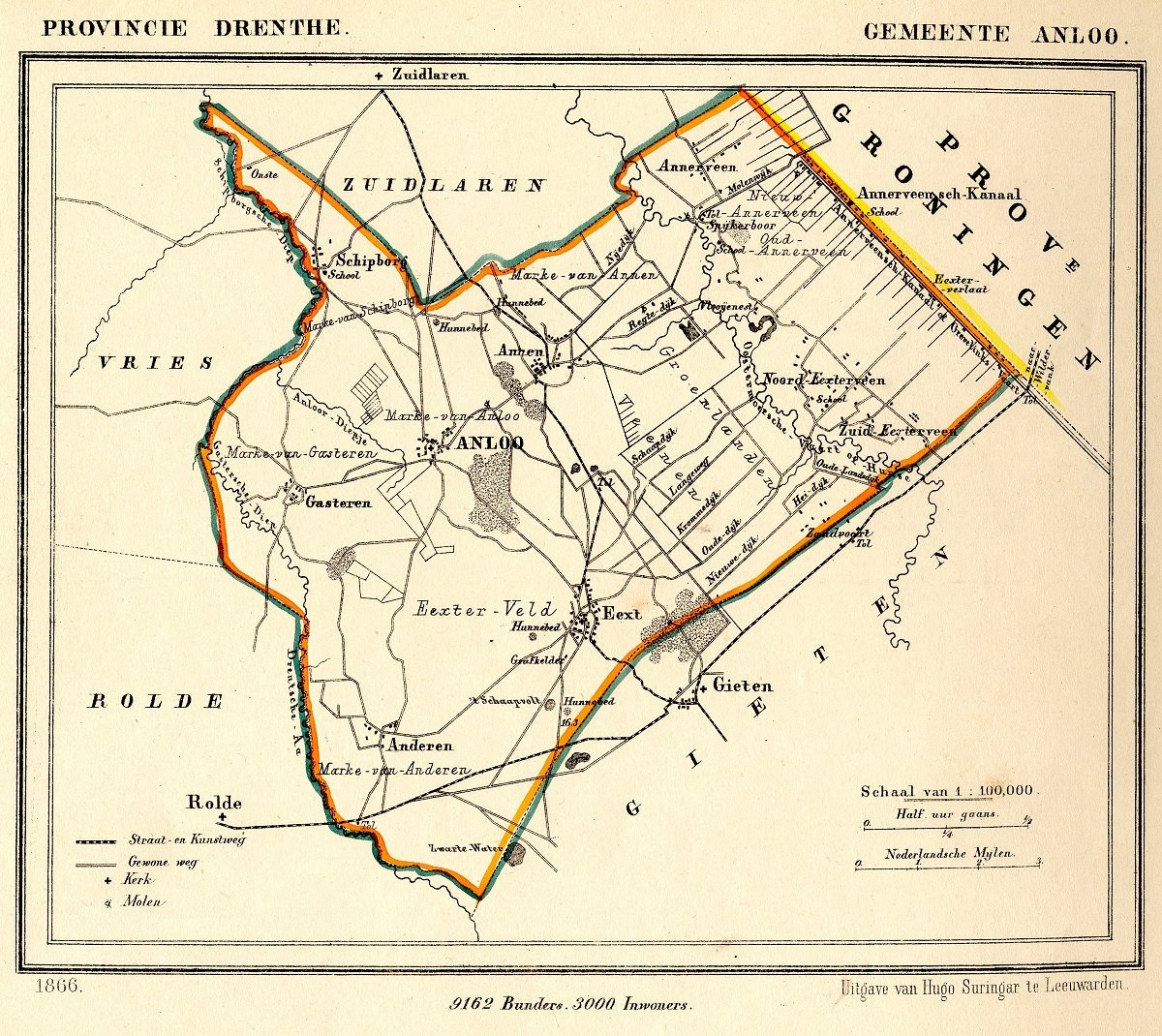
Eext, Noord-Eexterveen, Zuid-Eexterveen, het Eexterveld en de Eexter-verlaat op een kaart van de voormalige gemeente Anloo uit 1866.

De eerste vermelding van Eexterveen dateert uit 1505. De naam werd gebruikt voor de venen ten oosten van de Hunze die tot de boermarke van Eext behoorden. De eerste vervening in dit gebied was vrij kleinschalig. De turf werd via de Hunze afgevoerd naar de stad Groningen. De eerste bebouwing ontstond op zandkoppen langs de oostoever van de Hunze.
De ontginning kwam pas echt op gang in de 18e en 19e eeuw. Het veengebied werd toen ontsloten via wijken (zijkanalen) die uitkwamen op het Grevelingskanaal. Via dat kanaal en het Kieldiep ontstond een veel betere verbinding met Groningen.
In de 19e eeuw verplaatste het dorp zich een stuk naar het oosten. De oude weg langs de Hunze werd vervangen door een rechte weg waaraan het huidige dorp ligt. Ook de boerderijen werden naar het oosten verplaatst.

## Recentere geschiedenis
Na de vervening werd het een typisch agrarisch dorp. Het oorspronkelijk kleinschalige karakter van de landbouw is door de ruilverkaveling verloren gegaan. Het aantal boeren is ook drastisch afgenomen. Het voornaamste gewas is de fabrieksaardappel.
Direct ten westen van het dorp wordt sinds enige jaren gewerkt aan het herstel van de oude loop van de Hunze. Het natuurgebied dat hier ontstaat maakt deel uit van een groter geheel in het gehele stroomgebied van de Hunze. Om het gebied open te houden lopen de koeien van vleesveebedrijf Koops rond in het gebied.
Het dorp is goed bereikbaar. Het ligt in de buurt van de N33 en heeft een eigen afslag. Door het dorp loopt een doorgaande weg van Gieterveen naar Spijkerboor.
Eexterveen heeft diverse voorzieningen. Er is een openbare basisschool (De Kameleon), een dorpshuis, een sportveld, een natuurijsbaan en een (kunstgras)tennisbaan. In 2006 werd een nieuw bewegingshuis geopend. Dit pand, grotendeels gebouwd door de dorpsgemeenschap zelf, dient ter vervanging van de gymzaal, die aan het eind van de jaren 1950 werd gebouwd. Sinds 22 juni 2019 heeft Eexterveen ook een eigen dorpswapen. Voor andere voorzieningen zijn de bewoners aangewezen op Annen, Gieten of Veendam.

## Monument
Eexterveen kent een provinciaal monument, de Villaboerderij aan de Dorpsstraat.

## Geboren
- Jan Hoekstra (1998), doelman

Drenthe: Steden en dorpen      Nederland: Provincies · Gemeenten